# سی‌یرا براوو
سی‌یرا کوئین براوو (انگلیسی: Ciara Quinn Bravo؛ زادۀ ۱۸ مارس ۱۹۹۷) بازیگر آمریکایی است. او حرفۀ خود را به عنوان بازیگر کودک در مجموعۀ تلویزیونی شبکۀ نیکلودئون بیگ تایم راش و مجموعۀ تلویزیونی انجمن قرمز که از شبکۀ فاکس پخش می‌شد، آغاز کرد. او همچنین در فیلم‌های تلویزیونی نیکلودئون نظیر طلسم‌شده و کلاه‌برداری ظاهر شده‌است. 
براوو به عنوان صداپیشه جیزلیتا در فصل شکار ۳، پتی در خوشحالی یک پتوی گرم است، چارلی براون و سارا در مأمور ویژه اوسو حضور داشته‌است. 

## زندگی‌نامه
سی‌یرا براوو در آلکساندریا، کنتاکی متولد و بزرگ شد. او در دبیرستانی در سینسیناتی، اوهایو در رشته تاریخ هنر به تحصیل پرداخت. او در نه‌سالگی در تگزاس و توسط برایان لدر و فدریک لوی، مدیران استعدادیابی، در نمایشگاه تلنت ای‌ایکس‌پو کشف شد و این امر منجر به حضور او در تبلیغات تلویزیونی، موزیک ویدئو و صداپیشگی انیمیشن‌های آموزشی کودکان از جمله مامور ویژه، اوسو شد‌. براوو تحصیلات خود در زمینه بازیگری را با لری ماس آغاز و با آرون مک‌فرسون ادامه داد. براوو با فیلم فرشتگان و شیاطین (۲۰۰۹) به طور جدی وارد عرصه سینما شد.
براوو بیشتر برای ایفای نقش کتی نایت در سریال عجله زمان بزرگ،اما در سریال انجمن باند قرمز و دل در سریال وین شناخته‌می‌شود. وی همچنین به عنوان صداپیشه در فصل شکار ۳ (۲۰۱۰)، عصر یخبندان: ماموت کریسمس (۲۰۱۱) و پنگوئن‌های ماداگاسکار (۲۰۱۳) حضور داشته‌است.

## فیلم‌شناسی

### فیلم
| سال  | عنوان                             | نقش                | توضیحات    |
| ---- | --------------------------------- | ------------------ | ---------- |
| ۲۰۰۹ | فرشتگان و شیاطین                  | دختر ایتالیایی     |            |
| ۲۰۰۹ | کافه‌تریا                          | کارولین            | فیلم کوتاه |
| ۲۰۰۹ | فرسوده                            | سارا               | فیلم کوتاه |
| ۲۰۱۰ | فصل شکار ۳                        | جیزلیتا            | صدا        |
| ۲۰۱۶ | همسایه‌ها ۲: انجمن خواهری برمی‌خیزد | عضو انجمن خواهری   |            |
| ۲۰۱۷ | تا استخوان                        | تریسی              |            |
| ۲۰۱۷ | بچه دامینیک                       | شارلیز             | فیلم کوتاه |
| ۲۰۱۸ | جاده طولانی گنگ                   | اشلی               |            |
| ۲۰۱۹ | بازگشت آخرین دختر                 | میویس              | فیلم کوتاه |
| ۲۰۲۱ | چری                               | امیلی              |            |
| ۲۰۲۱ | ساحل                              | کیسی               |            |
| ۲۰۲۱ | تعمیر موتور کوچک                  | کریستال رومانوفسکی |            |

### تلویزیون
| سال       | عنوان                                | نقش       | توضیحات                 |
| --------- | ------------------------------------ | --------- | ----------------------- |
| ۲۰۰۹      | مأمور ویژه اوسو                      | سارا      |                         |
| ۲۰۰۹–۲۰۱۳ | بیگ تایم راش                         | کیتی نایت | نقش اصلی؛ ۷۲ قسمت       |
| ۲۰۱۱      | خوشحالی یک پتوی گرم است، چارلی براون | پتی       |                         |
| ۲۰۱۱      | معجزه کریسمس سگ من                   | هدر       |                         |
| ۲۰۱۱      | عصر یخبندان: کریسمس ماموتی           | هلو       |                         |
| ۲۰۱۲      | پنگوئن‌های ماداگاسکار                 | شکارچی    | قسمت: «عملیات قطب جنوب» |
| ۲۰۱۲      | بیگ تایم راش: فیلم                   | کیتی نایت | فیلم تلویزیونی          |
| ۲۰۱۳      | کلاه‌برداری                           | ملیسا     | فیلم تلویزیونی          |
| ۲۰۱۳      | هتوی‌های تسخیرشده                     | بلر       | قسمت: «قایق تسخیرشده»   |
| ۲۰۱۳      | طلسم‌شده                              | مگ        | فیلم تلویزیونی          |
| ۲۰۱۴–۲۰۱۵ | انجمن قرمز                           | اما       | نقش اصلی؛ ۱۳ قسمت       |
| ۲۰۱۶      | شانس دوم                             | گریسی     | نقش اصلی؛ ۱۱ قسمت       |
| ۲۰۱۶      | ان‌سی‌آی‌اس                             | آماندا    | قسمت: «یاغی»            |
| ۲۰۱۷      | مأموران شیلد                         | ابی       | قسمت: «یک زندگی فرسوده» |
| ۲۰۱۹      | وین                                  | دل        | نقش اصلی؛ ۱۰ قسمت       |
| ۲۰۱۹      | به سوی تاریکی                        | لیسی      | قسمت: «عفیف»            |
| ۲۰۲۰      | آموزگار                              | مری اسمیت | ۳ قسمت                  |
| ۲۰۲۳      | خطرناک‌ترین بازی                      | تینا      | ۵ قسمت                  |